# Tesis (mitologia)
|  | No s'ha de confondre amb Tesis, pel·lícula d'Alejandro Amenábar.. |

A la mitologia grega, Tesis o Tetis (en grec antic Θεσις o Θετις, 'creació') era la deessa primordial de la creació, identificant-se-la amb Fusis (la Natura). Era un dels déus Protògens.
El seu nom només es troba a les teogonies de l'orfisme, que expliquen que va ser el primer ser que va existir, juntament amb Hydros, el déu de les Aigües Primordials. Hom la considera també la part femenina d'un altre déu protògen, Fanes, l'essència creadora. El nom de Tesis no consta als textos coneguts, sinó que se l'anomena Tetis i Metis, però amb aquestes atribucions. Es creu que és la deessa creadora que cita Alcman a la seva Teogonia i a diferents textos de l'Orfisme.
Alcman diu que a l'inici va existir Tetis (Tesis), la Creació, i després d'ella van aparèixer dos déus primordials, Poros, el Camí, l'Inici, i Tècmor, el Final (que podrien ser el Temps i la Necessitat per altres autors). A la creació, el principi i el final van ser els que van engendrar totes les coses, que van aparèixer de forma simultània. Sembla però que als textos òrfics tardans es va desestimar l'aportació de Tesis, que es va substituir per Fanes. Es creu que Homer, quan diu que Tetis i Oceà van ser els creadors dels déus fa referència al paper de Tesis (Tetis) com a deessa de la creació. Nonnos coincideix en aquesta apreciació.
Tesis apareix en altres mites amb el nom de Metis, la deessa filla d'Oceà que va ser devorada per Zeus, però com a déu masculí, una personificació del poder creador, semblant a Fanes. Plató diu que Metis, la Saviesa, va tenir dos fills, Poros, l'Oportunitat, i Pènia, la Pobresa, i explica que la saviesa es troba a partir de la falta de recursos i de les oportunitats.
Tesis era la forma primigènia de Tetis, la filla de Gea, amb la qual es va identificar després.